# Hirano Masayoshi
Masayoshi Hirano (sinh ngày 2 tháng 8 năm 1968) là một cầu thủ bóng đá người Nhật Bản.

## Sự nghiệp câu lạc bộ
Masayoshi Hirano đã từng chơi cho Kashima Antlers.